# Lanie Whittaker
Lanie Whittaker (ur. 21 maja 1991) – amerykańska lekkoatletka specjalizująca się w biegach sprinterskich.
Podczas mistrzostw świata juniorów w 2008 roku zajęła siódme miejsce w biegu na 400 metrów oraz była członkinią amerykańskiej sztafety 4 x 400 metrów, która sięgnęła po złoty medal. Stawała na podium juniorskich mistrzostw USA.

## Osiągnięcia
| Rok  | Impreza                     | Miejsce   | Konkurencja        | Lokata     | Wynik   |
| ---- | --------------------------- | --------- | ------------------ | ---------- | ------- |
| 2008 | Mistrzostwa świata juniorów | Bydgoszcz | bieg na 400 m      | 7. miejsce | 53,98   |
| 2008 | Mistrzostwa świata juniorów | Bydgoszcz | sztafeta 4 x 400 m | 1. miejsce | 3:30,19 |

## Rekordy życiowe
- bieg na 400 metrów (stadion) – 52,06 (6 kwietnia 2012, Gainesville)
- bieg na 400 metrów (hala) – 52,80 (10 marca 2012, Nampa)